# Preben Lundgren Kristensen
Preben Lundgren Kristensen (* 28. November 1923 in Sundby; † 17. Mai 1986 in Herlev) war ein dänischer Radrennfahrer.

## Sportliche Laufbahn
Lundgren Kristensen war Teilnehmer der Olympischen Sommerspiele 1952 in Helsinki. Er bestritt mit dem Vierer Dänemarks die Mannschaftsverfolgung, sein Team mit Knud Erik Andersen, Jean Hansen, Henning R. Larsen und Bent Jørgensen belegte den 5. Platz. 1946 wurde er bei den nationalen Meisterschaften im Bahnradsport Vize-Meister in der Einerverfolgung hinter Børge Gissel. Ein Jahr später belegte er den dritten Rang, als Knud Erik Andersen Meister wurde.